# Mimosa leiocephala
Mimosa leiocephala är en ärtväxtart som beskrevs av George Bentham. Mimosa leiocephala ingår i släktet mimosor, och familjen ärtväxter. Inga underarter finns listade i Catalogue of Life.